# Pasāveh
Pasāveh (persiska: پساوه, Khvārazm, Pasāva) är en ort i Iran.   Den ligger i provinsen Khorasan, i den östra delen av landet, 800 km öster om huvudstaden Teheran. Pasāveh ligger 1 122 meter över havet och antalet invånare är 904.
Terrängen runt Pasāveh är platt åt nordost, men åt sydväst är den kuperad. Terrängen runt Pasāveh sluttar brant österut. Runt Pasāveh är det ganska glesbefolkat, med 30 invånare per kvadratkilometer. Närmaste större samhälle är Mashhad Rīzeh, 9,3 km norr om Pasāveh. Omgivningarna runt Pasāveh är i huvudsak ett öppet busklandskap.